# Laelaroa fulvicosta
Laelaroa fulvicosta is een donsvlinder uit de familie van de spinneruilen (Erebidae). De wetenschappelijke naam van de soort werd in 1910 voor het eerst geldig gepubliceerd door Hampson.